# Victoire Ingabire Umuhoza
Victoire Ingabire Umuhoza (3 de octubre de 1968) es una economista y activista ruandesa. Fue fundadora y presidió las Fuerzas Democráticas Unificadas (FDU), una coalición de grupos de ruandeses exiliados de la oposición que cuenta con una gran base de miembros activos en Ruanda, Europa, Estados Unidos de América y Canadá. Ingabire regresó a Ruanda tras 16 años de residencia en Holanda para presentar su candidatura a las elecciones de Ruanda en  agosto de  2010, pero en el último momento fue arrestada y condenada a una pena de prisión de 15 años en la Cárcel Central de Kigali, acusada de incitar al terrorismo, de ser una amenaza para la seguridad nacional y de negación del genocidio de 1994 . Pasó ocho años en prisión y fue liberada en 2018 fue liberada tras un indulto concedido por el presidente Kagame a varios centenares de presos. Desde entonces reside en Kigali. En 2012 fue nominada al premio Sakharov. En 2019 obtuvo el Premio Derechos Humanos (APDHE), compartido con Nora Morales de Cortiñas.  Dessde  2019 lidera en Kigali el partido Desarrollo y Libertad para Todos (Development And Liberty For All ) (DALFA-Umurinzi), que no pudo registrarse para concurrir a las elecciones.ha sido de nuevo detenida en Kigali el 19 de junio de 2025. Está a la espera de juicio  

## Formación
Umuhoza está licenciada en contabilidad y derecho comercial y graduada en economía empresarial y administración corporativa en los Países Bajos. Exilada desde 1994 hasta 2010, trabajó como funcionaria para una empresa de contabilidad internacional con sede en los Países Bajos, que cuenta con oficinas en 25 países en Europa, Asia y África. En abril de 2009, dimitió de su puesto para dedicarse a su carrera política y preparar el regreso a su país. Tras más de 16 años en Holanda, regresa a Ruanda en enero de 2010 para presentarse a las elecciones presidenciales  como principal líder de la oposición política del país.
Está casada y es madre de tres hijos. 

## Carrera política
Desde 1997, Umuhoza ha estado involucrada en la lucha de la oposición política ruandesa desde el exilio. Umuhoza ha defendido en varias ocasiones su decisión diciendo "Mi objetivo es introducir en Ruanda un sistema de leyes que se cumplan y un estado constitucional donde los estándares de democracia internacionales sean respetados y donde el nacionalismo  sea la piedra angular de todas las instituciones  públicas." Sus actividades políticas están centradas alrededor de la idea de un estado de justicia donde los individuos puedan escoger sus asociaciones basándose en sus aspiraciones políticas comunes más que en su origen étnico o regional. También ha sido portavoz del llamamiento para conseguir más poder para las mujeres en Ruanda.
En 1997, Umuhoza participó en la manifestación republicana para la democracia en Ruanda. Un año más tarde,  llegó a ser  la presidenta  de su  rama en los Países Bajos y en el año 2000,  fue  nombrada presidenta  del RDR a nivel internacional.
De 2003 a 2006,  ocupó el puesto de presidente de la Unión de las Fuerzas Democráticas Ruandesas UFDR (en francés: Union des Forces Démocratiques Rwandaises), la coalición principal de partidos de oposición política y personalidades en el exilio, de la cual el RDR (Unión Republicana para la Democracia en Ruanda) es un miembro activo.
El 13 de septiembre de 2012, Victoire Ingabire Umuhoza, estuvo nominada con otras dos figuras políticas miembros del parlamento (Bernard Ntaganda y Deogratias Mushyayidi – todos actualmente encarcelados en Kigali), para el Premio Sakharov para la Libertad de Pensamiento en el Parlamento Europeo en el año 2012

### Unificación de la oposición democrática
La lucha por una oposición política unificada en el exilio ha dominado su carrera política.  El Frente Patriótico ruandés (FPR) continuó monopolizando el poder en Kigali, con crímenes, persecuciones y coaptando cualquier resistencia. Dentro del país, la oposición al régimen del FPR- era casi inexistente. La diáspora única planteaba un intento de oposición al régimen de Kagame, pero las divisiones y rivalidades políticas en la oposición no lo hicieron posible. A favor de la reconciliación y de cambios fundamentales, gradualmente cambió el ritmo de la lucha hacia una oposición unificada por vías pacíficas pomoviendo estos cambios para poder ofrecer a los ruandeses una opción alternativa al régimen de Paul Kagame.
En noviembre de 2004  Victoire organiza una conferencia en Ámsterdam, Países Bajos, que bautiza como el "Foro sobre Paz, Seguridad, Democracia y Desarrollo en la Región de Los Grandes Lagos" a lo que le sigue la Iniciativa de Ámsterdam con el objetivo de crear la plataforma nueva para la cooperación.
En octubre de 2005, Victoire se puso en contacto con otras organizaciones de la oposición y organizó una reunión que incluía a todas las asociaciones de la sociedad civil ruandesa y a todos los partidos políticos. Finalmente consiguió crear un frente común en contra del régimen de Paul Kagame.
Desde abril de 2006, ha participado en la creación de las Fuerzas Democráticas Unidas (FDU) y ha sido elegida presidenta de la plataforma política. El FDU tiene como objetivo hacer que se sigan las leyes en Ruanda, apuntando al respeto de los valores democráticos consagrados en la  Declaración Universal de los Derechos Humanos y otros instrumentos internacionales que relacionan la democracia y el buen gobierno.
Umuhoza ha participado activamente en el  altamente inclusivo Inter-Diálogo ruandés (AIIDR) celebrado en Barcelona, España en 2004, 2006 y en abril y mayo de 2009 bajo el auspicio de Juan Carrero Saralegui, el candidato al premio Nobel de la Paz y de Adolfo Pérez Esquivel,que recibió en 1980 el premio Nobel de la Paz, Federico Mayor Zaragoza, el vicepresidente de la Alianza de las Civilizaciones.
Ingabire propuso seguir con las reformas emblemáticas que piden un cambio en la vida diaria de todos los  ruandeses y en la manera de hacer política: La creación de un Comité de Verdad, Justicia y Reconciliación para ayudar a los ruandeses a encontrar la verdadera reconciliación; La introducción de una comisión no política a cargo de reescribir la interpretación de la historia actual de Ruanda; La aprobación de un proyecto de ley para garantizar el derecho a la propiedad privada, para proteger a los miembros más débiles de la población y para garantizar mediante la ley la igualdad de oportunidades para el acceso laboral y salarial de todos los ciudadanos.
 Un mes después de haber llegado a Ruanda en enero de 2010, ya en el país, junto con otros dos dirigentes del partido político, creó un Consejo Consultivo Permanente de los Partidos de la Oposición, aunando sus esfuerzos para ensanchar su espacio político y para fortalecer el proceso democrático de Ruanda.

### Soporte de la sociedad civil
Umuhoza es uno de los miembros fundadores de muchas asociaciones y fundaciones en el sector unionista. Contacto de Asociación, Diálogo  y Acciones Caritativas (CADAC) que  buscan dar moral, asesoría jurídica y soporte material a los supervivientes de la región de los Grandes Lagos en la zona Holandesa o su región; La asociación URAHO de mujeres refugiadas de Ruanda en Los Países Bajos, se centra en conseguir sacar a las mujeres Ruandesas del aislamiento y en ayudarlas a integrarse en la sociedad holandesa, para que puedan asistir sin la presencia de sus hijos y reciban ayuda en la búsqueda de asilo; La Fundación PROJUSTITIA-Ruanda, se compromete a luchar a favor de la justicia para todas las  víctimas de la tragedia ruandesa; HARAMBE, plataforma de las asociaciones de mujeres africanas en Los Países Bajos que buscan promover el desarrollo de dichas mujeres en el continente. Umuhoza era también miembro del comité ejecutivo de ZWALU, una plataforma que pone en contacto a mujeres extranjeras en Holanda para promover su emancipación. 

### Crítica
En el día de su llegada al país, para honrar a las víctimas del genocidio,  visitó el Centro Conmemorativo del Genocidio en Gisozi. En sus comentarios sobre unidad y reconciliación,  declaró que la política de ese momento no era suficiente para llegar a la reconciliación e hizo notar como ejemplo que el monumento no reconocía a los Hutus que también habían muerto durante el genocidio. Acentuó que quienes habían cometido genocidio así como quienes habían cometido otros delitos de guerra y delitos contra la humanidad tendrían que ser llevados ante los tribunales de justicia. Su discurso fue más tarde entregado al tribunal después de su arresto como evidencia del revisionismo del genocidio.

### Arresto y prueba
Umuhoza estuvo sujeta a arresto domiciliario el 14 de octubre de 2010. Apareció en Las Cortes y estuvo acusada junto a cuatro co-conspiradores (el Coronel Tharcisse Nditurende, Coronel de Lugarteniente Noel Habiyaremye, el Teniente Jean Marie Vianney Karuta y el Mayor Vital Uwumuremyi).
La fiscalía ruandesa la acusó de "Formar un grupo armado con el objetivo de desestabilizar el país, complicidad en actos terroristas, conspiración contra el gobierno mediante el empleo de la violencia y el terrorismo, incitación a las masas para ponerse en contra del gobierno, ideología del genocidio y provocación del divisionismo". Ella negó todos los cargos por los que esta acusación política fue motivada.
Durante las vistas previas en septiembre, la defensa de Ingabire llevó a cabo dos movimientos. El primero fue contra la jurisdicción territorial del Tribunal supremo para los actos presuntamente cometidos mientras Ingabire residía en los Países Bajos. El segundo era que el procesamiento de Ingabire bajo la ley de 2008 de "ideología del genocidio" La ley se encarga de la aplicación retrospectiva cuando toda evidencia proporcionada está datada antes de 2007.
27 de marzo de 2012, Umuhoza lanzó un desafío legal al Tribunal Supremo ruandés para anular los artículos 2 y 9 de la ley relacionados con el  "divisionismo" y "el genocidio ideológico," argumentando que los artículos 2 y 3 del código penal contradicen a los artículos 20, 33 y 34 de la constitución, los cuales garantizan la libertad de expresión, además defendió que los artículos 2 y 3 son demasiado amplios negando el derecho de opinión sobre el genocidio y siendo utilizados por el gobierno para limitar la libertad de pensamiento. En el juicio, el tribunal suspendió todos los debates relacionados con "las leyes del 18/2008" que controlan la ideología de genocidio, pero decidió continuar el proceso contra ella en los otros cargos.
11 de abril de 2012, Un testigo para la defensa, Michel Habimana, antiguo coronel de la FDLR  testificó que los servicios de inteligencia estatal habían creado la historia del testigo Uwumuremyi. También manifestó que el testigo de la acusación estaba mintiendo sobre su contacto con Ingabire y su propio rango dentro del FDLR. Ya en prisión, Habimana estuvo sometido a una búsqueda de célula de búsqueda y tuvo documentos importantes relacionados con el caso. La defensa alegó la intimidación a un testigo clave. Posteriormente, Victoire Ingabire rechazó regresar al Tribunal de justicia ruandés y pidió a sus abogados que tampoco regresaran. Su abogado defensor Lain Edwards dijo que el boicot vino después de que el antiguo coronel se revelase y estuviera suspendido mientras acusaba a los servicios de inteligencia ruandeses de ofrecer dinero a los rebeldes por hacer acusaciones falsas contra Ingabire.
18 de octubre de 2012, el Tribunal Supremo de Ruanda rechazó la revisión constitucional del caso de Umuhoza de la Ley N.º 18/2008 de 23/07/2008 relacionada con la pena para el Delito de Ideología del Genocidio. En los artículos 2 y 3, el tribunal ordena que las competencias de la ley son significativas, aunque se  puedan requerir más aclaraciones en algunos casos. Del artículo 4 al 9 el tribunal rehusó a las peticiones de anulación de la ley que reprime la ideología del genocidio y en el  artículo 4 de la ley sobre los delitos de guerra y crímenes contra la humanidad, declarando que los artículos ya no existen en el código actual. El fiscal del estado solicitó a un grupo de jueces dar a Umuhoza la condena a cadena perpetua. El veredicto qué estaba previsto para ser anunciado el 29 de junio fue aplazado cuatro veces hasta el 31 de octubre de 2012.
El 30 de octubre de 2012, Umuhoza fue sentenciada a ocho años de encarcelamiento por el Tribunal Supremo de Kigali por "conspiración contra el país a través de terrorismo e incitación a la violencia" y "negación del genocidio". En diciembre de 2013, el Tribunal Supremo de Ruanda revisó la condena de Umuhoza y aumentó su plazo de prisión de ocho a 15 años. Ingabire siempre ha declarado que ella se limitó a reivindicar, en la memoria histórica del país, un lugar para los miles de hutus que también murieron en esos 100 días fatídicos.
Tras pasar ocho años en prisión, cinco de ellos en total aislamiento, el 14 de septiembre de 2018, el presidente Paul Kagame ejercitó su prerrogativa de piedad y liberación temprana concedida a Umhoza, así como a otros 2000 condenados. Desde entonces reside en Kigali, especialmente vigilada y con restricción de movimientos.
A finales de 2019 lanza un nuevo partido Desarrollo y Libertad para Todos Development And Liberty For All (DALFA-Umurinzi) con la expectativa de entrar de nuevo en el juego político de Ruanda, que no ha podido registrarse para concurrir a las elecciones de 2024. Tampoco ella puede ser candidata a las presidenciales dado que según la Constitución ruandesa, no puede presentar candidatura quien haya sido objeto de una larga condena de cárcel. También fue rechazada la inscripción de la candidatura a las presidenciales de la opositora Diane Rwigara.

## Publicaciones
Umuhoza es autora de numerosos artículos y publicaciones en los que expresa su punto de vista sobre importantes problemas relacionados con los eventos que acontecen en su país y en la región de Los Grandes Lagos. Algunos de ellos: 
- "Qué es el Punto de vista para Paz en África Central? " (Traducción) (2001),
- "Justicia internacional Después de la Crisis en Ruanda" (traducción) (2002),
- "Conflictos en la región de Los Grandes Lagos de África: Orígenes y Propuestas de Solución" (traducción) (2003),
- "Reconciliación nacional Como Requisito para la Seguridad y Paz Sostenible en Ruanda y en los Países de los Grandes Lagos africanos" (traducción) (2004),
- "Abogando por una verdadera Reconciliación Nacional en Ruanda, Requisitos para la Paz Sostenible" (traducción) (2005).